# Capnia cordata
Capnia cordata är en bäcksländeart som beskrevs av Douglas E. Kimmins 1947. Capnia cordata ingår i släktet Capnia och familjen småbäcksländor. Inga underarter finns listade i Catalogue of Life.